# The Teardrop Explodes
The Teardrop Explodes — англійський рок-гурт, сформований, в 1978, році в місті Ліверпуль, Велика Британія, вокалістом Джуліаном Коупом, гурт виконував, пост-панк, з елементами психоделічного року, і нової хвилі, є одним із ведучих гуртів у стилі неопсиходелія, серед гуртів, Echo & the Bunnymen, The Icicle Works. У 1980, році гурт випустив студійний альбом, Kilimanjaro, сприйнятий з позитивної сторони, критиками, досягнув, 24-го, місця в UK Singles Chart, здобув комерційний успіх, і синглами з нього, «Reward», 1981, і «Treason», 1981. У 1983, році гурт припинив своє існування, вокаліст Джуліан Коуп, почав успішну сольну кар'єру.

## Дискографія
| Рік  | Альбом                                          | Лейбл           |
| ---- | ----------------------------------------------- | --------------- |
| 1980 | Kilimanjaro                                     | Fontana         |
| 1981 | Wilder                                          | Mercury Records |
| 1990 | Everebody Wants to Shog...The Teardrop Explodes | Fontana         |